# Célula Antiimperialista
La Célula Antiimperialista (en alemán: Antiimperialistische Zelle, AIZ) fue una guerrilla urbana de extrema izquierda alemana responsable de varios atentados de 1992 a 1995. La AIZ marca su inicio el 22 de mayo de 1992, calificándose como sucesora de la inactiva Fracción del Ejército Rojo. Publicaron su primer comunicado en 1994, con la misión declarada de atacar a las "élites" de la Alemania reunificada y a sus representantes en sus trabajos o residencias. La organización cometió nueve ataques con bombas, disparos e incendios provocados contra objetivos estatales y políticos de la derecha alemana, que finalmente no resultaron en muertes.

## Historia
La AIZ se veía a sí misma como la sucesora de la Facción del Ejército Rojo, que poco antes de la primera aparición escrita de la AIZ había anunciado que se abstendría de realizar ataques armados.
 Durante la investigación, la policía asumió un número mucho mayor de involucrados.

### Ataques
- 21 de noviembre de 1992 Ataque incendiario contra la facultad de derecho de la Universidad de Hamburgo.[6]
- 18 de agosto de 1993 Ataque incendiario contra la casa de un miembro del GSG-9 en Solingen.[7]
- 17 de noviembre de 1993 Ataque con armas de fuego en la sede de la asociación empresarial Gesamtmetall en Colonia.[7]
- 5 de julio de 1994 Ataque con explosivos en la oficina de la CDU en Düsseldorf.[7]
- 24-26 de septiembre de 1994 Intento de atentado con bomba contra el edificio de la oficina regional del Partido Democrático Libre en Bremen.[7]
- 22 de enero de 1995 Se registra un ataque con explosivos contra la casa del político de la CDU Volkmar Köhler, exsecretario de estado del Bundestag para el BMZ, en Wolfsburgo.
- 23 de abril de 1995 Se registra un ataque explosivo contra la casa del político de la CDU Joseph-Theodor Blank, diputado del Bundestag por Mettmann I, en Erkrath.
- 17 de septiembre de 1995 Se reporta un ataque explosivo con bomba contra el edificio residencial del político de la CDU Paul Breuer, diputado del Bundestag por Siegen-Wittgenstein, en Siegen.
- 23 de diciembre de 1995 Ataque explosivo con bomba contra el consulado de Perú en Düsseldorf.[8]

## Arresto y sentencia
El 25 de febrero de 1996 Bernhard Falk y Michael Steinau fueron arrestados y llevados a juicio en el Tribunal Regional Superior de Düsseldorf, presidido por el juez Ottmar Breidling. Los dos acusados fueron condenados en 1999 a 13 y 9 años de prisión, respectivamente, por intento de asesinato y delitos con explosivos. No hubo condena por pertenencia a una organización terrorista, ya que esto solo habría sido posible con al menos tres personas. En enero de 2001, la Corte Federal de Justicia confirmó la condena.
Falk se dirigió a tribunales superiores sobre el monitoreo del GPS durante la investigación. El Tribunal Constitucional Federal  y el Tribunal Europeo de Derechos Humanos confirmaron en 2010 la legalidad del monitoreo GPS en sentencias históricas.
Del 19 de abril de 1996 al 7 de mayo de 1996, Bernhard Falk y Michael Steinau se declararon en huelga de hambre en la cárcel por las condiciones de detención presuntamente inhumanas. La huelga de hambre no se reflejó en la escena de la izquierda.
En 1997, Jungle World informó que Michael Steinau había encontrado un nuevo amigo en el neonazi Kay Diesner, que también estaba encarcelado allí, en el centro penitenciario de Lübeck. Bernhard Falk fue liberado a principios de julio de 2008, ahora siendo partidario del salafismo y se hace llamar Muntasir bi-llah.